# ブルース・エイムス
ブルース・ネイサン・エイムス（Bruce Nathan Ames、1928年12月16日 - 2024年10月5日）は、アメリカ合衆国の生化学者である。カリフォルニア大学バークレー校の生化学、分子生物学の教授や小児病院オークランド研究所の研究員を務めている。安く簡単に物質の変異原性を評価するエイムス試験を考案した。

## 来歴
ニューヨークで生まれ育ち、ブロンクス科学高校を卒業した。コーネル大学で大学生活、カリフォルニア工科大学で大学院生活を送った。
彼は癌や老化の研究を行い、500報以上の論文を執筆した。トムソン・ロイターによれば、彼は全ての分野を通じて最も引用回数の多い数百人のうちの1人である。
エイムズの現在の研究課題は、ミトコンドリアの老化を起こす物質の同定、特に脳の老化におけるミトコンドリアの役割、病気・飢餓・肥満等を防ぐ微量栄養素の摂取等である。また癌や老化を防止する突然変異源にも関心を持っている。
2024年10月5日、バークレーの病院で死去した。95歳没。

## 主な受賞歴
- 1964年 イーライリリー生物化学賞
- 1975年 ローゼンスティール賞
- 1983年 ガードナー国際賞
- 1985年 タイラー賞
- 1991年 アメリカ化学者協会ゴールドメダル
- 1996年 本田賞
- 1997年 日本国際賞[2]
- 1998年 アメリカ国家科学賞
- 2004年 トーマス・ハント・モーガン・メダル[3]
- 2013年 トムソン・ロイター引用栄誉賞